# Thick as a Brick
Thick as a Brick (смыс. перевод — Тупой как пробка) — пятый студийный альбом британской рок-группы Jethro Tull, выпущенный в 1972 году. Записан в декабре 1971 года в Morgan Studios, Лондон. Во многом является новаторским — по музыке, по длительности композиции, по оформлению. Любимый альбом Иэна Андерсона, по его утверждению в 2009 году.
В 2012 году Андерсон выпустил сольный альбом Thick as a Brick 2. Whatever Happened to Gerald Bostock?.

## Музыка
Впервые в рок-музыке весь альбом занимает одна композиция, хотя для размещения на двух сторонах виниловой пластинки её пришлось разделить на две части. До этого встречались только композиции длиной около 20 минут, размещающиеся на одной стороне пластинки, например, композиция «In-A-Gadda-Da-Vida» группы Iron Butterfly, занявшая вторую сторону одноимённого альбома 1968 года.
Сложная по структуре композиция, состоящая из нескольких частей, по строению похожа на классическую симфонию, хотя в ней встречаются элементы джаза и фолка.
Даже состав используемых музыкальных инструментов был необычным. Помимо привычных для группы флейты, гитар, клавишных и ударных, в альбоме звучат клавесин, ксилофон, скрипка, лютня, труба, саксофон, тимпан.

## Оформление
Конверт альбома представлял собой пародию на провинциальную английскую газету — 12-страничную The St. Cleve Chronicle and Linwell Advertiser. Передовая статья, озаглавленная Thick as a Brick — «Туп как дуб», повествовала о том, что 8-летний поэт Джеральд Босток (прозванный «Маленький Мильтон»), сочинивший поэму «Туп как дуб» и занявший первое место в литературном конкурсе среди подростков, дисквалифицирован. Мистификация Андерсона заключалась в том, что именно эта поэма якобы и вдохновила группу на создание альбома. На самом деле лирика сочинена Андерсоном.

## Концертные выступления
В течение 1972 года группа на гастролях исполняла 60-70-минутную версию альбома. Официальных записей этих выступлений нет.
Позднее на концертах исполнялись только укороченные версии первой части альбома, которые можно услышать кроме бонус-трека ещё и в изданиях
- Bursting Out (1978) продолжительность 12:26.
- A Classic Case (1985) — 4:29.
- 20 Years of Jethro Tull (1988) — 6:38.
- 25th Anniversary boxed set (1993) — 9:01.
- In Concert (1995) — 7:48.
- Christmas at St Bride’s (2008) — 2:40.

В 2012 году в честь 40-летия выхода альбома проводился тур группы, где впервые с 1972 года полностью исполнялась вся композиция.

## Список композиций
Композиция написана Иэном Андерсоном.
1. Thick as a Brick, Part I — 22:40
2. Thick as a Brick, Part II — 21:10

### Бонус-треки
На вышедшем в 1997 году CD, посвящённом 25-летию альбома, были добавлены бонус-треки:
1. Thick as a Brick (Концерт в Madison Square Garden 1978) — 11:50
2. Interview with Jethro Tull’s Ian Anderson, Martin Barre and Jeffrey Hammond-Hammond — 16:30

## Участники записи
- Иэн Андерсон (Ian Anderson) — вокал, флейта, акустическая гитара, скрипка, труба, саксофон;
- Мартин Барр (Martin Barre) — электрогитара, лютня;
- Джон Эван (John Evan) — фортепиано, орган, клавесин;
- Бэримор Барлоу (Barriemore Barlow) — ударные, перкуссия, тимпан;
- Джеффри Хэммонд (Jeffrey Hammond) — бас-гитара, вокал;

Приглашённый музыкант
- Дэвид Палмер (David Palmer) — духовые инструменты, оркестровая аранжировка.

Инженер звукозаписи — Робин Блэк (Robin Black).

## Чарты и списки
Альбом две недели лидировал в списке Billboard 200 с 3 июня по 16 июня 1972 года.
В 2011 году композиция «Thick as a Brick» заняла седьмое место в списке «25 лучших песен всех времён в жанре прогрессивного рока» по версии сайта PopMatters.
Альбом занимает 3 место в Топ-25 лучших альбомов прогрессивного рока по версии Progarchives.com и 5 место в списке «25 лучших классических альбомов прогрессивного рока» по версии PopMatters. Также альбом занимает 7 место в списке «50 величайших прог-рок-альбомов всех времён» журнала Rolling Stone.